# Obba (schimmel)
Obba is een geslacht van schimmels behorend tot de familie Gelatoporiaceae.

## Soorten
Volgens Index Fungorum telt dit geslacht drie soorten (peildatum januari 2022):
| Soortnaam        | Auteur(s)                                   | Publicatiejaar |
| ---------------- | ------------------------------------------- | -------------- |
| Obba rivulosa    | (Berk. & M.A. Curtis) Miettinen & Rajchenb. | 2012           |
| Obba thailandica | G.J. Ren & F. Wu                            | 2017           |
| Obba valdiviana  | (Rajchenb.) Miettinen & Rajchenb.           | 2012           |